# Sylmassivet
Sylmassivet anvendes som betegnelse på det centrale fjeldmassiv i Sylan, der ligger i Tydal, Norge, og i Värmland, Sverige. Den højeste bjergtop er Storsylen. Andre bjergtoppe er Storsola, Bandaklumpen og Nordsylen på norsk side og Slottet, Tempelet og Lillsylen på svensk side.
|  | Denne artikel kan blive bedre, hvis der indsættes geografiske koordinater Denne artikel omhandler et emne, som har en geografisk lokation. Du kan hjælpe ved at indsætte koordinater i wikidata. |